# 元気爆発!パノラマワイド
『元気爆発!パノラマワイド』（げんきばくはつパノラマワイド）は、1992年4月6日から1996年3月29日まで静岡放送（SBSラジオ）の平日昼の時間帯で放送されていたワイドラジオ番組。

## 概要
本番組のスタート当初のキャッチコピーは「ゆったり気分でしっかり情報キャッチ、そして音楽でリフレッシュ」。SBSのアナウンサーが男女コンビを組んでパーソナリティを務めた。クイズコーナーやカラオケコーナーの他、リスナーを相手に少し変わったアンケートを行ったり、県内各地に出動したラジオカー「SCOOPY（スクーピー）」から地元密着の最新リポートを行ったり大きく動くことの多かったバラエティワイドである。

## パーソナリティ
- 野田靖博 （1992年4月〜1993年3月、月・火 → 1993年4月〜1996年3月、月〜水）
※『オレンジ通り三丁目』（1989年9月まで）以来となる昼ワイド番組復帰。本番組の後継番組『うわさのワイド 野田はなんでも知っている!?』にも続投。
- 高梨史江 （1992年4月〜1993年3月、月・火 → 1993年4月〜1994年3月、木・金）
- 鈴木昭儀 （1992年4月〜1993年3月、水〜金 → 1993年4月〜1996年3月、木・金）
- 菊池真奈美 （1992年4月〜1992年9月、水〜金）
- 石川央子 （1992年10月〜1993年3月、水〜金 → 1993年4月〜1994年9月、月〜水）
- 木曽美雪 （1994年4月〜1994年9月、木・金）
- 橋本奈都江 （1994年10月〜1996年3月、月〜水）
- 松本はるな （1994年10月〜1996年3月、木・金）

## コーナー・タイムテーブル
（）
- 12:00 - オープニング・天気予報
- 12:10〜12:30枠 - 
  - 列島リポート'92（'93） （12:10〜12:20枠、1993年9月まで）
  - スクーピー出前カラオケ （1993年3月まで12:20〜12:30枠 → 1993年10月〜1994年3月、12:10〜12:20枠）
  - お昼ごはんを食べた〜い！ （12:10〜12:20枠、1994年4月〜1995年3月）
  - あなたの車にステッカー貼りた〜い！ （12:10〜12:20枠、1995年4月〜1995年9月）
  - SCOOPY出前カラオケ （月・金、1995年10月から12:10〜12:20枠 ※コーナー復活）
  - へいいらっしゃい出前SCOOPY （火〜木、1995年10月から12:10〜12:20枠）
  - クイズハメハメハ （12:20〜12:30枠、1993年10月から）
- 12:30 - 
  - 日刊セゾンタイムス （1993年3月まで）
  - アルファミュージック （1993年4月から）
- 13:00 - 静岡新聞ニュース・交通情報 （→ 13:00枠の静岡新聞ニュースは1993年10月から12:50〜13:00枠へ）
- 13:00 - 日本列島ほっと通信 （TBSラジオ制作）
- 13:05 - ミュージック・ハイウェイ （TBSラジオ制作）
- 13:15 - 
  - 小山ワクワクラジオショッピング （1994年3月まで）
  - ジャパネットたかたラジオショッピング （1994年4月から）
- 13:18 - パノラマゾーン → パノラマクイズ
- 13:28 - 交通情報
- 13:30〜13:50枠 -
  - 環境キャンペーン 〜地球にやさしい生活 → SBS環境キャンペーン 〜地球大好き （13:30〜13:40枠、1993年3月まで）
  - 今日のOH！演歌 （1993年3月まで13:40〜13:50枠 → 1993年4月から13:30〜13:40枠）
- 13:50 - 夕刊早刷り お先に拝見！
- 13:55 - 愛情運転パトロール・交通情報
- 14:00 - 
  - 安心堂シネマパラダイス （1992年4月〜1995年3月）
  - ハートメール 422-80 （1995年4月から）
- 14:10 - 
  - 街角ステーション 〜クイズしずおか珍道中 （1993年4月から13:40〜13:50枠へ移動）
  - 告白 〜ちょっと危ない昼下がり （1993年4月〜1994年3月）
  - 今だから言える あんな話 こんな話 （1994年4月から）
- 14:20 - スクーピー街角スナップ
- 14:30 - 交通情報・天気予報
- 14:35 - パノラマミュージック
- 14:50 - 静岡新聞ニュース
- 14:55 - 交通情報
- 15:00〜15:20枠 - 
  - トヨタ 知りたいTIME （1992年4月〜1995年3月）
  - 貼ったりチャンピオン （15:00〜15:10枠、1995年4月〜1995年9月）
  - 愛情運転パトロール （15:00〜15:10枠、1995年10月から）
  - パノラマアラカルト （15:10〜15:20枠、1995年4月から）
- 15:20 - 川柳広場
（『チャッキリ大放送』〜『オレンジ通り三丁目』〜『上原孝男のオレンジ通り』と歴代の昼ワイド番組内で続いている川柳コーナー）
- 15:30 - タウンページで広がる新しいおつきあい 〜黄色と黒で探せ〜
- 15:35 - やじうまン！コラム （文化放送制作、1993年3月まで）
- 15:40 - 交通情報・天気予報
- 15:45 - 静岡新聞ニュース
- 15:50 - パノラマアンケート紹介・今日の元気印
- 15:55 - エンディング